# Varso

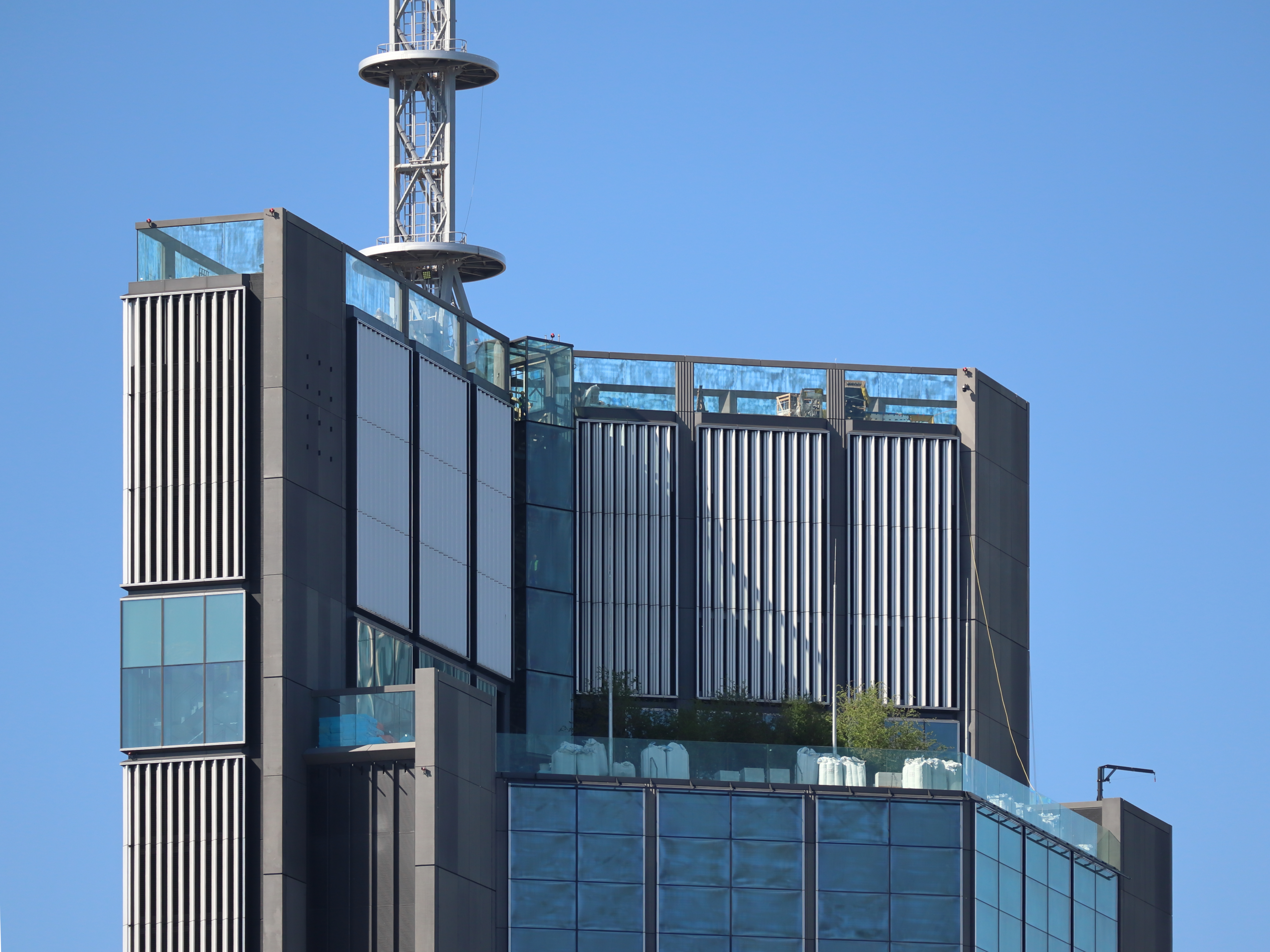

Varso is een complex van kantoorgebouwen met een wolkenkrabber in de Poolse hoofdstad Warschau. De wolkenkrabber is 310 meter hoog en werd ontworpen door Foster and Partners, voor de rest van het complex tekende het Pools architectenkantoor HRA Architekci. De naam van het gebouw komt van het Latijns woord voor Warschau, Varsovia. Zonder antenne meet het bouwwerk 236 meter.
Bij de afwerking in 2022 was de toren van Varso het hoogste bouwwerk in Polen, én in de Europese Unie. Die claim was al tijdens het project een streefdoel, het ontwerp met een architecturale hoogte van 310 meter (de mast is een structureel deel van het gebouw) was op 310 meter vastgelegd, om zo de 309,6 m hoge The Shard te overtreffen.  Intussen verliet het Verenigd Koninkrijk de EU, wat de claim vereenvoudigde.
Het bouwwerk ligt in het stadsdeel Wola op een perceel van 1,72 ha. De grond werd verkocht door Grupa PKP, de in 2001 geprivatiseerde spoorwegbeheerder Polskie Koleje Państwowe aan de ontwikkelaar, het Slowaakse bedrijf HB Reavis, voor 171 miljoen Poolse złoty. Varso bestaat uit drie gebouwen: een hoofdtoren van 230 meter (met een opengewerkte torenspits van 310 meter) en twee zij-wolkenkrabbers met een hoogte van 90 en 81 m. Hun totale oppervlakte bedraagt ca. 140.000 m², waarvan 7.000 m² voor commerciële en dienstenbedrijven. Het totale bouwproject kwam op 2,27 miljard Poolse złoty.
Op een hoogte van 230 meter kan men betalend toegang krijgen tot een terras met uitzicht op het panorama van Warschau, wat dubbel zo hoog is dan het observatieplatform in het Paleis van Cultuur en Wetenschap. Op de 46e verdieping is een restaurant gevestigd met een panoramisch uitzicht over de stad. De wolkenkrabber en de twee kleinere torens zijn met elkaar verbonden op de begane grond en het hele complex is verbonden met de ondergrondse galerij van het station Warszawa Centralna. Onder het bouwwerk ligt een vier verdiepingen tellende parkeergarage voor ca. 1100 auto's, 80 motorfietsen en 750 fietsen.
De hoofdaannemer was HB Reavis Construction – een bedrijf van de HB Reavis Group. De voorbereidende werken op de werf waren gestart in mei 2016. De investeerder heeft de bouwvergunning in december 2016 verkregen. In dezelfde maand begonnen de bouwwerkzaamheden. In oktober 2017 werd op de bouwplaats een grillig rotsblok van 60 ton opgegraven, als zwerfsteen vermoedelijk door een gletsjer gedeponeerd 1,5 miljoen jaar eerder. De rotsblok bevond zich op een diepte van ongeveer 10 meter. Hij werd met een gespecialiseerde kraan omhoog getrokken en tijdelijk tentoongesteld naast de Nationale Bibliotheek van Polen in het Pole Mokotowskie park. Volgens plannen wordt het rotsblok terug getransporteerd naar de bouwsite, om opgesteld te worden voor de ingang van de wolkenkrabber. De top van het bouwwerk, 310 meter, werd op 21 februari 2021 bereikt.